# Afghanperovskia
Afghanperovskia (Perovskia atriplicifolia) är en kransblommig växtart som beskrevs av George Bentham. Afghanperovskia ingår i släktet perovskior, och familjen kransblommiga växter. Inga underarter finns listade i Catalogue of Life.
Släktet (’’Perovskia’’) är nära besläktat med ’’Salvia’’.
Afghanperovskia är en blommande, flerårig ört och en småbuske. Den växer upprätt och når typiskt en höjd av 0.5-1.2 meter, med kvadratiska stammar och grå-gröna blad som avger en distinkt doft när de krossas. Den här växten är mest känd för sina blommor. Blomningssäsongen sträcker sig från midsommar till sent i oktober. Blommorna är blå till violetta och arrangerade i en iögonfallande och rikt förgrenad blomstängel. 
Afghanperovskia är hemmahörande på stäpper och kullar i sydvästra och centrala Asien. Framgångsrik i många olika jordförhållanden och klimat har den blivit populär och planterad i stora delar av världen och på många olika platser. Flera odlingsformer har framavlats. De skiljer sig framför allt i bladform och hela växtens storlek. Den vanligaste kallas på engelska ’’Blue spire’’ (blå spira) och förekommer både i trädgårdar och större anläggningar. 
Den här arten har en lång historia av användning i naturmedicin i sitt naturliga utbredningsområde, där den används för behandling av ett antal olika krämpor. Detta har inspirerat till vetenskapliga studier av dess biokemi. Blommorna är ätbara och kan användas i sallader, och kan krossas och användas för växtfärgning. Det har också diskuterats om växten kan användas för sanering av förorenad jord. 

## Bildgalleri

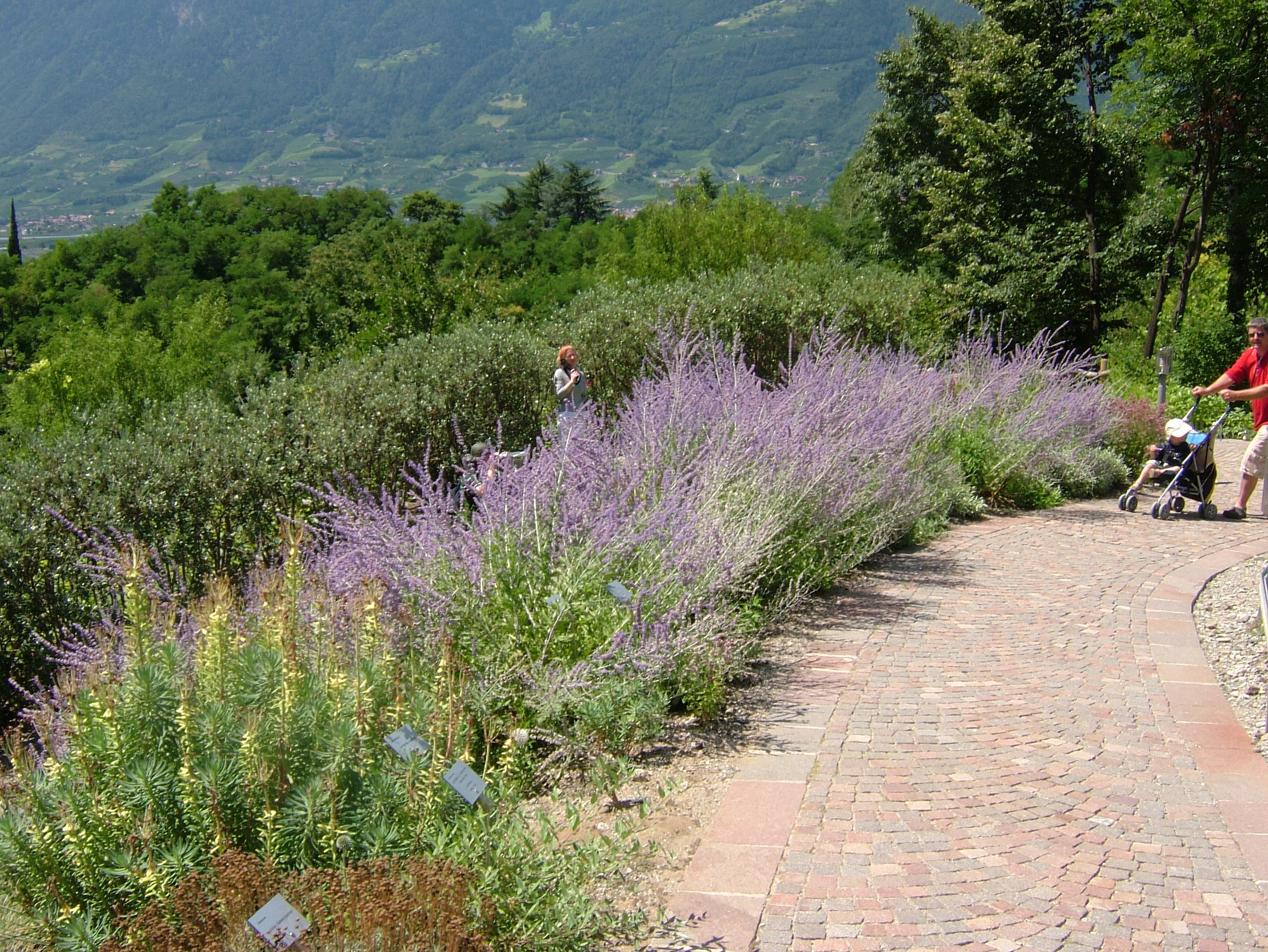
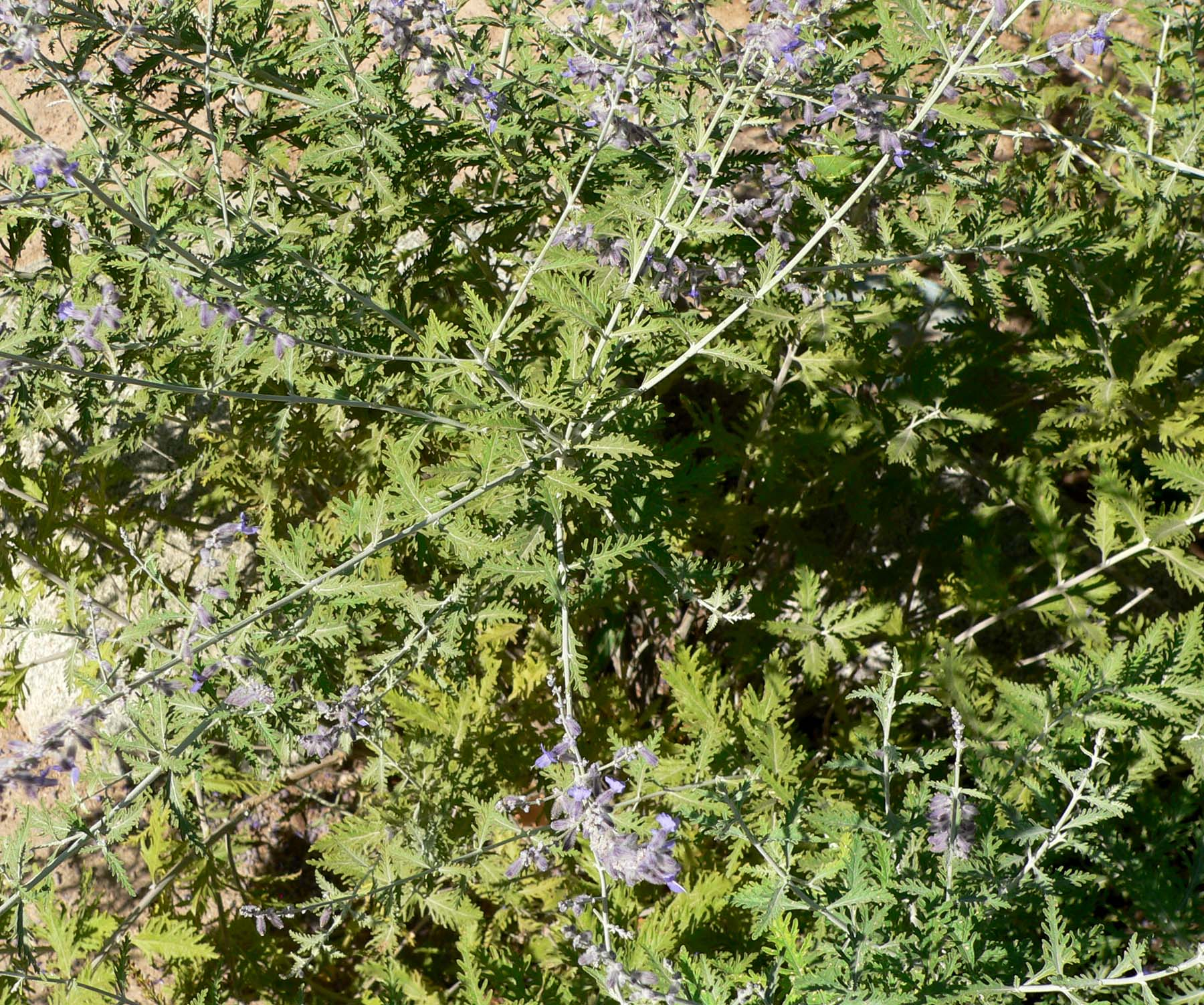
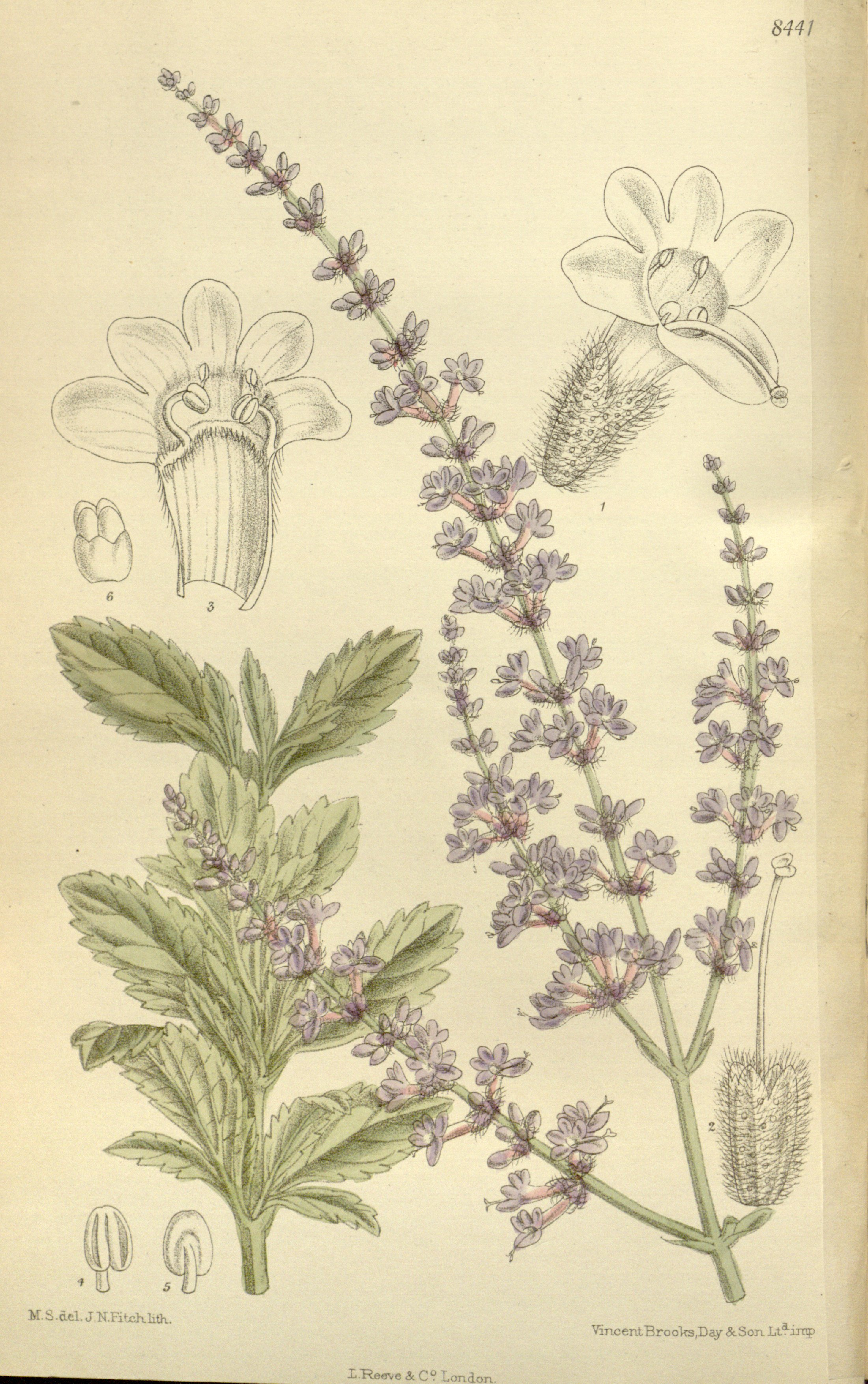
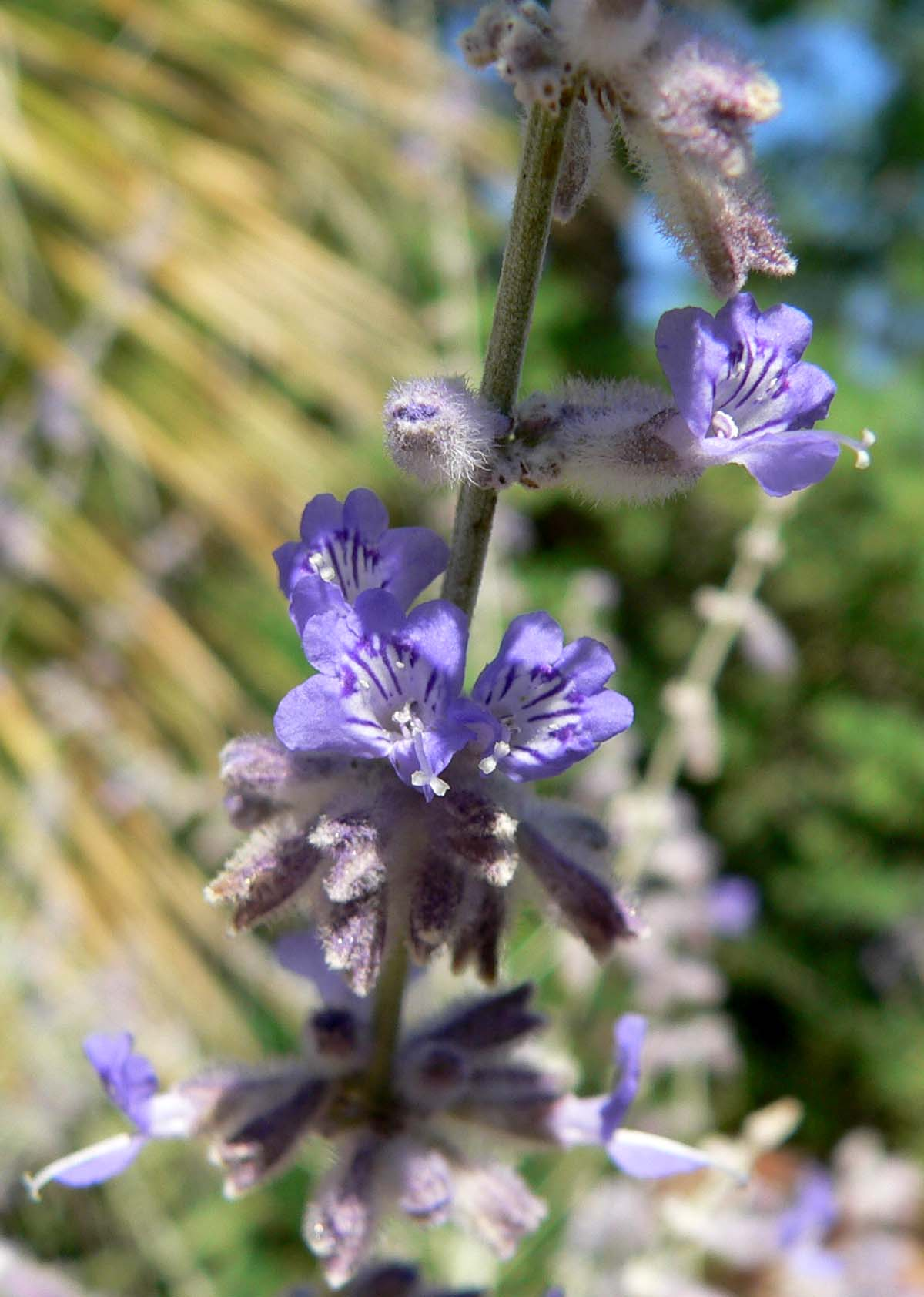
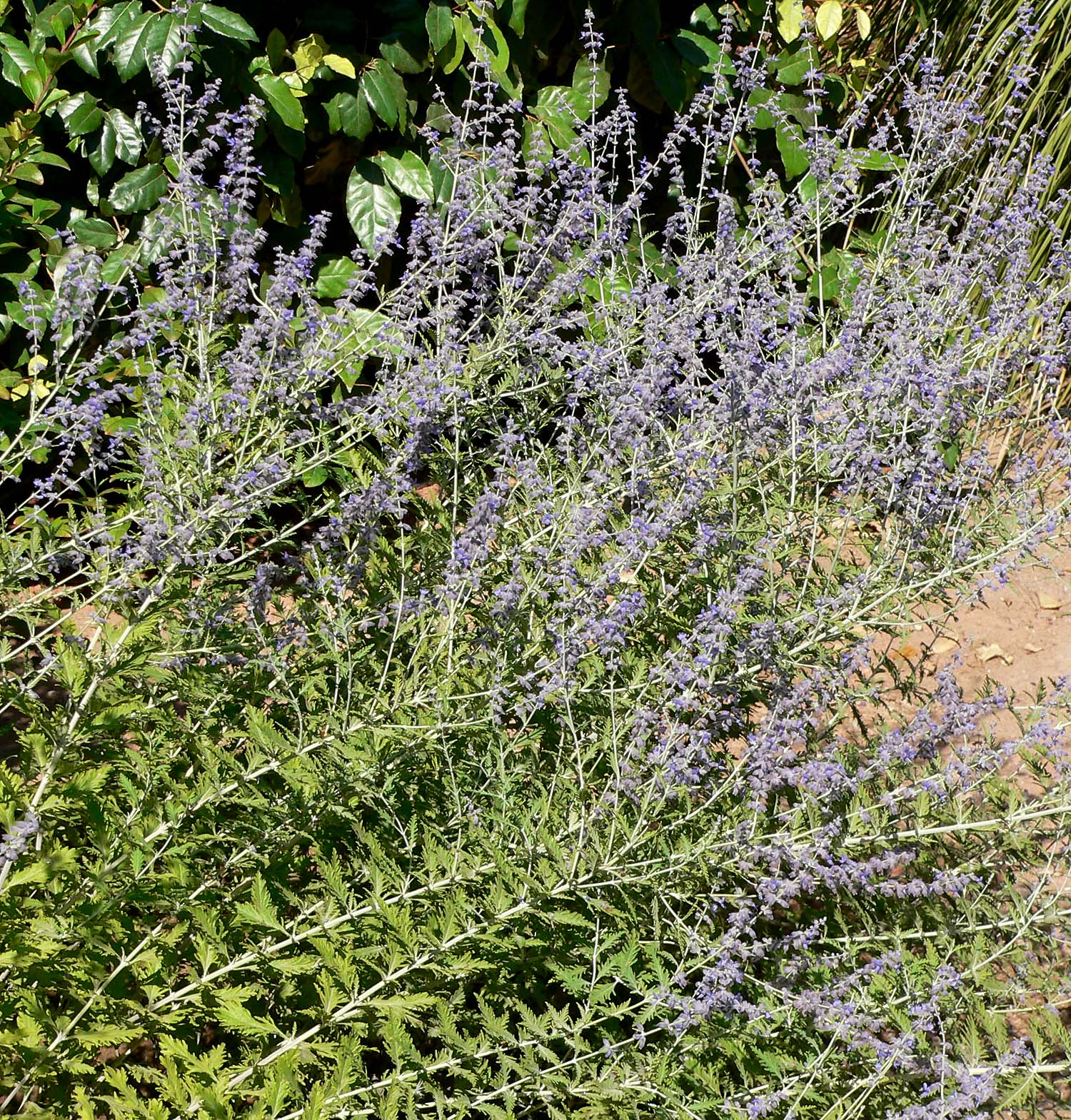
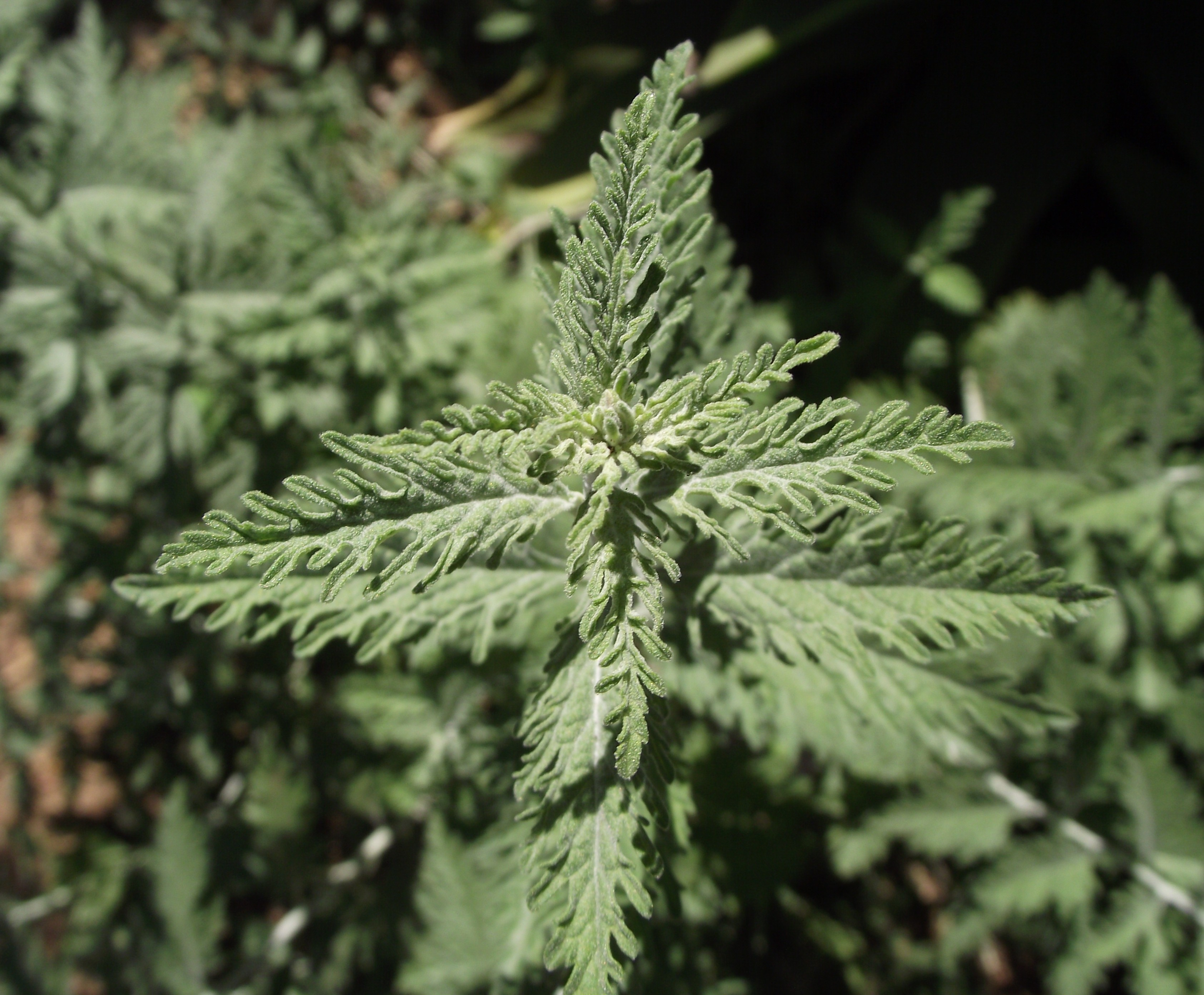